# Пистолетный патрон
Пистолетный патрон — оружейный патрон, предназначенный для использования в короткоствольном индивидуальном ручном  стрелковом оружии — пистолетах и некоторых револьверах. 
Такие патроны также широко используются в пистолет-пулемётах. Наряду с короткоствольным ручным оружием были созданы и отдельные образцы пулемётов и винтовок, использующих пистолетные патроны, но они в основном создавались для решения небоевых задач, например, для охоты на мелкую дичь, спортивной стрельбе или обучения военнослужащих стрельбе. Также под пистолетный патрон выпускаются полицейские и охотничьи винтовки и карабины, например, охотничьи карабины Beretta Cx4 Storm и «Вепрь-9 (ВПО-139)», оба под пистолетный патрон 9×19 мм Парабеллум. Такое необычное использование пистолетных патронов в длинноствольном оружии определяется тем, что они соответствуют требованиям для охотничьих и полицейских пуль — большой останавливающий эффект на небольших дистанциях при ограниченной дальности полета.

## Характеристики

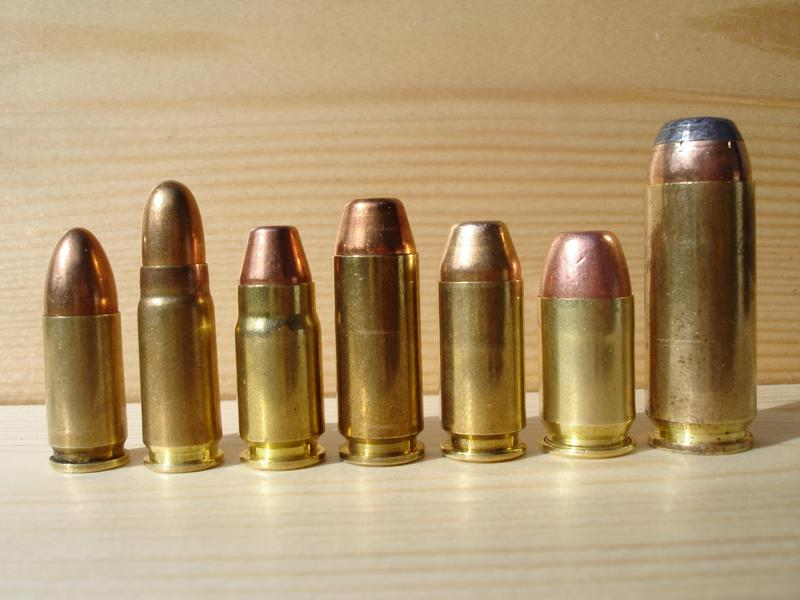
Пистолетные патроны (9×19 мм Парабеллум; 7,62 х 25 мм ТТ; .357 SIG; 10 mm AUTO; .40 S&W; .45 ACP; .50 Action Express)

Эффективная дальность стрельбы пистолетными патронами зависит от вида оружия, длины его ствола и используемого патрона и составляет около 50 метров для пистолетов и до 100—300 метров для пистолет-пулемётов и винтовок под пистолетный патрон. В России наиболее распространённым является патрон 9×18 мм для пистолета Макарова, на Западе и в Европе — 9×19 мм Парабеллум с различными типами пули (бронебойной, трассирующей). В частных охранных структурах — патрон для служебного оружия 9×17 мм Курц (.380 Auto, 9 mm Browning Kurz). Самым маленьким из когда-либо созданных патронов центрального боя является 2,7-мм патрон, созданный для миниатюрного пистолета «Колибри». Все эти патроны имеют гильзу с невыступающей закраиной, образованной кольцевой проточкой.

## Отличия от промежуточных и винтовочных патронов

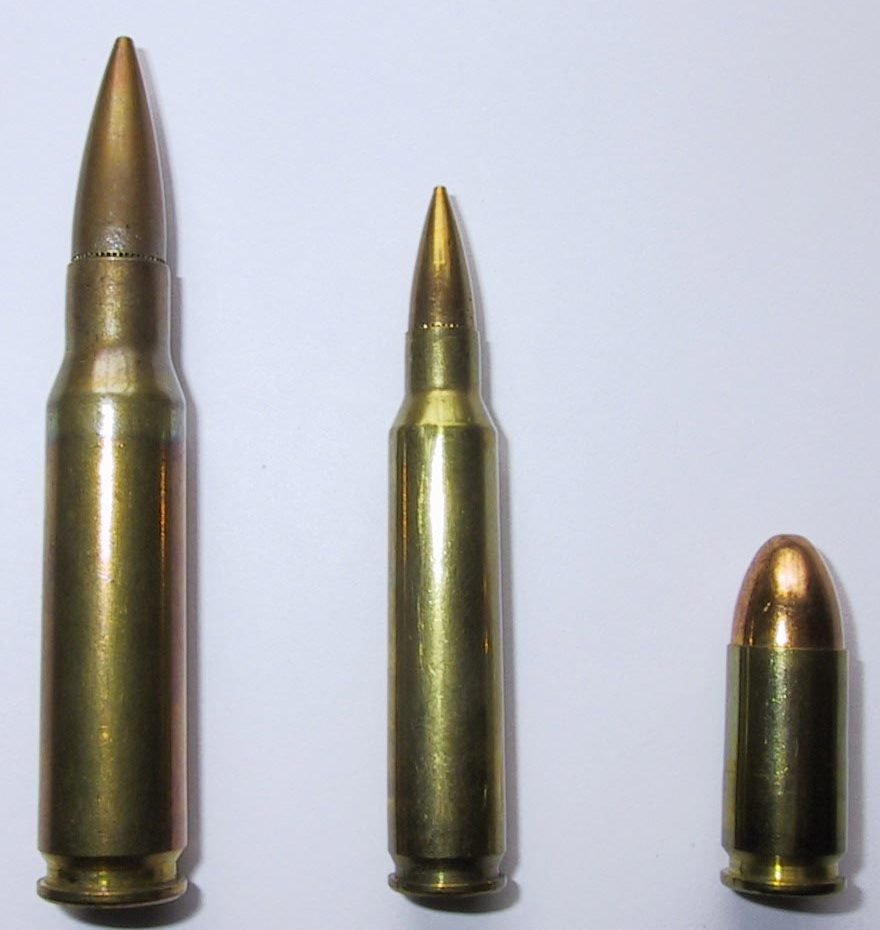
Патрон 5,56×45 мм (в середине), промежуточный по мощности между винтовочным и пистолетным патронами

Пистолетные патроны, как правило, обычно имеют мощность порохового заряда, в несколько раз уступающую мощности промежуточных и тем более винтовочных патронов равного калибра. Пистолетные пороха делаются таким образом, чтобы поверхность их гранул была максимальной, как у хлопьев или плоских дисков, с целью достичь быстрого сгорания за небольшое время нахождения пули в коротком пистолетном стволе. 
Пистолетные патроны значительно короче промежуточных и винтовочных патронов, обычно имея длину гильзы в диапазоне 17-25 мм против 33-45 мм у промежуточных и 51-63 мм у винтовочных. Также отличается форма пистолетных пуль, которым обычно, не считая специальных бронебойных пуль, придается закругленная или затупленная форма для большего останавливающего эффекта на близких дистанциях. Для правоохранительных органов, использующих оружие в условиях городов и населенных пунктов, в большинстве случаев важно иметь патрон с низкой рикошетируемостью, что лучше достигается при закругленной форме пули.
Ввиду относительно малой мощности заряда и меньшей длины ствола оружия, пистолетные пули имеют намного меньшую дульную скорость, которая обычно находится в пределах 300—500 м/с, тогда как у промежуточных и винтовочных она составляет 700—1000 м/с. Например, начальная скорость пули в пистолете Макарова (ПМ) составляет 315 м/с, в пистолете ТТ — 420 м/с, тогда как начальная скорость пули в автомате Калашникова составляет 720 м/с. Ещё выше скорость пули в снайперской винтовке Драгунова, которая составляет 830 м/с, а 5,45-мм ручной пулемет Калашникова (РПК-74) выпускает пули с начальной скоростью 960 м/с.